# Ana de Orbegoso
Ana de Orbegoso (Lima, 29 de septiembre de 1964) es una artista visual peruana cuya obra abarca fotografía, video, escultura, arte textil, instalación y performance. A lo largo de su trayectoria ha abordado temas relacionados con la identidad, la memoria cultural, el género y la simbología andina y precolombina.

## Biografía

### Primeros años y formación
Creció en Lima y Trujillo, en un entorno influido por el arte y la cultura peruana. Fue hija de la compositora y poeta Carmela Russell Laos y de Jorge Luis De Orbegoso Alvarado, descendiente de Luis José de Orbegoso, presidente del Perú en el siglo XIX. Su abuela, Carmela Laos de Wheeler, influyó de manera significativa en su formación temprana, especialmente en su conexión con el arte y la memoria histórica del país.
Su primer acercamiento al lenguaje visual fue a través de una cámara Instamatic, que utilizaba para registrar su entorno. Con el tiempo, la fotografía se convirtió en una herramienta de exploración introspectiva que le permitió indagar en su identidad desde una mirada psicológica. Posteriormente, esta dimensión personal evolucionó hacia una práctica artística enfocada en problemáticas sociales más amplias, lo que marcó un tránsito de lo íntimo a lo colectivo.
Se trasladó a Nueva York, donde estudió cinematografía en la Universidad de Nueva York (NYU), fotografía y video en el International Center of Photography, pintura y dibujo en el Arts Students League, y técnicas de restauración en el New York Restoration. Su formación multidisciplinaria le permitió desarrollar un lenguaje visual que conjuga técnicas tradicionales con enfoques contemporáneos.
Desde hace más de tres décadas, reside principalmente en Nueva York, ciudad que ha sido eje de su producción artística y de su activismo, sin perder el vínculo con el Perú, cuya historia y cultura siguen siendo centrales en su obra.

### Carrera artística
Su carrera artística se inició en 1988 con la serie Sobre sueños y pesadillas, en la que exploró temas como el abuso doméstico y la violencia sexual mediante retratos de mujeres en movimiento y desnudos intervenidos con textiles y cueros reciclados.
Durante los años noventa, su obra evolucionó hacia una mirada más colectiva y centrada en la historia peruana, integrando referencias a la iconografía precolombina, el arte colonial y las tensiones culturales entre lo andino y lo occidental.
En 2006 inició el proyecto Vírgenes Urbanas, una reinterpretación de vírgenes andinas del arte colonial cusqueño desde una estética contemporánea. Sustituyó los elementos tradicionales por rostros y símbolos actuales, proponiendo una reflexión sobre el sincretismo religioso, la construcción de lo femenino y los discursos de poder. La serie ha sido presentada en más de treinta y cinco ciudades del Perú y contó con la colaboración del poeta quechua Odi Gonzales.
Entre 2015 y 2017 desarrolló el proyecto ¿Y qué hacemos con nuestra historia?, basado en una residencia en el Museo Larco de Lima. A través de la intervención visual de huacos-retrato mochicas con rostros contemporáneos, la artista propuso una reflexión crítica sobre la identidad, la continuidad cultural y la representación del legado indígena.
En 2020, en el contexto de las movilizaciones feministas en América Latina, presentó Proyecciones feministas, una serie de acciones visuales en el espacio público que buscaban visibilizar la resistencia de las mujeres y denunciar la violencia de género. Ese mismo año creó Power Vests (Chalecos de poder), una instalación de prendas con inscripciones de empoderamiento femenino, que articulaban lo íntimo con lo político.
En el ámbito audiovisual, en 2015 presentó La última princesa inca, un video experimental basado en un óleo del siglo XVII que retrata el matrimonio entre la princesa inca Beatriz Clara Coya y el capitán español Martín de Loyola. La obra reinterpreta este episodio desde la perspectiva indígena y ha sido premiada en festivales de cine experimental en Estados Unidos.
En 2022, presentó Ekeko, una pieza en la que reconfigura al personaje tradicional andino para cuestionar los discursos de progreso en el contexto político actual.
En 2023 participó en la muestra colectiva El Altar Femenino de Huarochirí con el video Llacsahuato y Mirahuato, una exposición inspirada en el Manuscrito de Huarochirí que rinde homenaje a las figuras femeninas míticas de la tradición andina. El video contó con la colaboración del fotógrafo Morfi Jiménez, fue protagonizado por la cantante Sylvia Falcón y tuvo música original del compositor Ronald Sánchez.

## Características de su obra
La obra de Ana de Orbegoso se distingue por el uso de diversos soportes como la fotografía, el video, la instalación, la escultura, el arte textil y los medios multimedia. A través de estos medios, aborda temáticas relacionadas con el género, la historia, la violencia estructural y la herencia colonial. Su propuesta visual establece un diálogo reflexivo entre lo personal y lo colectivo, incorporando elementos de la historia peruana y latinoamericana.

## Exposiciones
Realizó muestras individuales en instituciones como el Instituto Cultural Peruano Norteamericano (ICPNA), el Instituto Cervantes de Nueva York, el Museo Inka del Cusco, el Museo Pedro de Osma, la Galería Lucía de la Puente y el Museo Gorman en la Universidad de California, Davis.
Asimismo, participó en numerosas exposiciones colectivas, bienales y festivales internacionales, como PhotoEspaña, la Bienal de Fotografía de Lima, el Salón Nacional de Fotografía de San Marcos, Fotoseptiembre latinoamericano en México, la Trienal de Arte latinoamericano de Nueva York y muestras en el Museo de Bellas Artes de Houston, entre otros espacios.
En 2022, presentó Memoria [en] Femenino en el ICPNA de Miraflores, una muestra antológica que reunió treinta años de su trayectoria artística. 

## Colecciones
Su obra forma parte de importantes colecciones públicas y privadas, entre ellas el Art Institute of Chicago, el Museum of Fine Arts de Houston, el Museo de Arte de Lima (MALI), el Museo de Arte de San Marcos, el National Museum of Women in the Arts en Washington D. C., el Museo de Arte Moderno de Río de Janeiro (colección Joaquim Paiva), y el Gorman Museum en California.

## Premios y reconocimientos
En 2006, Ana de Orbegoso recibió el Premio Nacional de Fotografía otorgado por el Instituto Cultural Peruano Norteamericano (ICPNA). Ha sido beneficiaria de la beca New Works Award de EnFoco, en Nueva York, y de una beca de la Fundación Nacional de Artes Latinoamericanas y Cultura (NALAC).
Su video La última princesa inca (2015) obtuvo el premio a Mejor Corto Experimental en el California Women’s Film Festival y en el New York Film Festival. En 2021, el video fue reconocido con el premio a Mejor Ópera Prima en el festival Parwarimun Muhu.  Además, en 2018 fue distinguida como líder cultural por el Comité Internacional Galo Plaza en Nueva York.
En 2022, recibió un reconocimiento a su trayectoria artística por parte de la Universidad Peruana de Ciencias Aplicadas (UPC).